# Архиепархия Каттака — Бхубанешвара
Архиепархия Каттака — Бхубанешвара (лат. Archidioecesis Cuttackensis-Bhubanesvarensis) — архиепархия Римско-католической церкви c центром в городе Каттак, Индия. В митрополию Каттака — Бхубанешвара входят епархии Баласора, Берхампура, Раягады, Руркелы, Самбалпура. Кафедральным собором архиепархии Каттака — Бхубанешвара является церковь Святого Розария.

## История
18 июля 1928 года Папа Римский Пий XI выпустил бреве Apostolatus officium, которым учредил миссию sui iuris Каттака, выделив её из епархии Визагапатама (сегодня — архиепархия Вишакхапатнама).
1 июня 1937 года Папа Римский Пий XI издал буллу Si catholicum nomen, которой преобразовал миссию sui iuris в епархию. В этот же день епархия Каттака вошла в митрополию Ранчи.
24 января 1974 года Папа Римский Павел VI издал буллу Quamvis munus, которой передал часть территории епархии Каттака для учреждения новой епархии Берхампура. В этот же день епархия Каттака была возведена в ранг архиепархии с названием «Каттака — Бхубанешвара».

## Ординарии архиепархии
- епископ Valeriano Guemes Rodríguez (2.07.1929 — 1932);
- епископ Florencio Sanz Esparza (11.11.1932 — 4.03.1948);
- епископ Pablo Tobar Gonzáles (10.03.1949 — 18.04.1971);
- архиепископ Henry Sebastian D’Souza (24.01.1974 — 29.03.1985);
- архиепископ Raphael Cheenath (1.07.1985 — 11.02.2011);
- архиепископ John Barwa (11.02.2011 — по настоящее время).

## Источник
- Annuario Pontificio, Libreria Editrice Vaticana, Città del Vaticano, 2003, ISBN 88-209-7422-3
- Бреве Apostolatus officium Архивная копия от 3 марта 2013 на Wayback Machine, AAS 21 (1929), стр. 148 (лат.)
- Булла Si catholicum nomen Архивная копия от 14 июня 2010 на Wayback Machine, AAS 29 (1937), стр. 467 (лат.)
- Булла Quamvis munus Архивная копия от 7 июня 2019 на Wayback Machine, AAS 66 (1974), стр. 369 (лат.)